# Hauptidia aridula
Hauptidia aridula är en insektsart som först beskrevs av Rauno E. Linnavuori 1956.  Hauptidia aridula ingår i släktet Hauptidia och familjen dvärgstritar.
Artens utbredningsområde är Israel. Inga underarter finns listade i Catalogue of Life.